# Tryb nasłuchiwania
Tryb nasłuchiwania (ang. promiscuous mode), tryb mieszany – tryb pracy interfejsu sieciowego (np. ethernetowej karty sieciowej), polegający na odbieraniu całego ruchu docierającego do karty sieciowej, nie tylko skierowanego na adres MAC karty sieciowej.
Aby przestawić kartę sieciową w tryb promiscuous w systemie Linux należy wydać w terminalu polecenie:
```
ifconfig <karta_sieciowa> promisc
```

## Wykrywanie trybu nasłuchiwania
Komputer z kartą sieciową działającą w trybie nasłuchiwania można wykryć:
- sprawdzając obciążenie procesora na podstawie opóźnienia wysyłania pakietów – metoda wysoce niepewna, opierająca się na fakcie, że odbiór wszystkich pakietów w sieci znacząco zwiększa obciążenie interfejsu sieciowego, a tym samym procesora komputera,
- wysyłając pakiety z nieprawidłowym adresem MAC, ale poprawnym adresem IP (zadziała dla protokołów Address Resolution Protocol (ARP) i Internet Control Message Protocol (ICMP)).

Drugą z metod można z łatwością wyeliminować poprzez odpowiednią konfigurację firewalla.